# McCords slangenhalsschildpad
McCords slangenhalsschildpad (Chelodina mccordi) is een schildpad uit de familie slangenhalsschildpadden (Chelidae).

## Naam en indeling
De wetenschappelijke naam van de soort werd voor het eerst voorgesteld door Anders Gunnar Johannes Rhodin in 1994. De Nederlandstalige naam en de wetenschappelijke soortaanduiding mccordi zijn een eerbetoon aan de bioloog en schildpaddenexpert William Patrick McCord (1950).

### Ondersoorten
De soort wordt verdeeld in twee ondersoorten, de voormalige ondersoort Chelodina mccordi roteensis wordt tegenwoordig niet meer erkend. De ondersoort Chelodina mccordi timorensis werd vrij recentelijk in 2007 beschreven. In veel literatuur wordt vermeld dat McCords slangenhalsschildpad endemisch voorkomt in Indonesië maar dit is tegenwoordig niet meer het geval aangezien C. m. timorensis voorkomt in het uiterst oostelijke deel van Oost-Timor.
De huidige ondersoorten zijn onderstaand zijn weergegeven, met de auteur en het verspreidingsgebied.
| Naam                         | Auteur                            | Verspreidingsgebied  |
| ---------------------------- | --------------------------------- | -------------------- |
| Chelodina mccordi mccordi    | Rhodin, 1994                      | Roti                 |
| Chelodina mccordi timorensis | McCord, Joseph-Ouni & Hagen, 2007 | Oostelijk Oost-Timor |

## Uiterlijke kenmerken
De schildlengte varieert van vijftien tot 21 centimeter. De vrouwtjes worden groter dan mannetjes maar hebben een kleinere staart, die van een mannetje is langer en dikker. Het ronde, iets koepelvormige schild is lichtbruin van kleur, de huid van de poten, nek en vrij brede kop is donkergrijs, de nek heeft een bruine tot gele onderzijde. Op de kop en de nek zijn vele kleine uitsteekseltjes aanwezig. Het schild steekt duidelijk uit over de poten en kop, het rugschild is breder aan de achterzijde van het lichaam. De kop en de vrij lange nek, die twee derde van de schildlengte lang kan worden, worden bij bedreiging onder de schildrand gevouwen. De ogen hebben een donkere kleur, rond de iris is een lichte ring aanwezig.

## Verspreiding en habitat
McCords slangenhalsschildpad komt voor in delen van Azië op het eiland Roti (Indonesië) en in Ira Lalaro (Oost-Timor).
De habitat bestaat uit ondiepe zoetwatermeren, moerassen en draslanden, rijstvelden en irrigatiekanalen. Er is geen tolerantie voor brak water. Een deel van het jaar droogt het water in grote delen van het areaal op en verstopt de schildpad zich onder de rotsen of in de strooisellaag. Exemplaren van de ondersoort C. m. timorensis schuilen vaak onder graspollen, wat ze erg kwetsbaar maakt voor bosbranden.

## Levenswijze
McCords slangenhalsschildpad is 's nachts actief en jaagt in een hinderlaag op prooidieren. Op het menu staat vooral vis en in mindere mate worden kikkervisjes, insecten en waterslakken gegeten.
Over de voortplanting van deze pas in 1994 beschreven soort is weinig bekend, de eieren op die van de langnekslangenhalsschildpad (Chelodina longicollis). Een legsel bestaat uit negen tot dertien eieren die na ongeveer 3 maanden uitkomen. De eieren zijn langwerpig van vorm, ze zijn ongeveer 30 millimeter lang en 20 mm breed. De juvenielen hebben een roomwit gevlekt zwart buikschild dat een lengte heeft van gemiddeld 25,5 millimeter. De roomwitte vlekken kleuren binnen enkele weken langzaam geel tot oranje.
Op 17 mei 2011 slaagde DierenPark Amersfoort erin een ei uit te laten komen van deze zeldzame soort.

## Bedreiging en bescherming
Het verspreidingsgebied is erg klein, en omdat de habitat van de schildpad steeds kleiner wordt, behoort de McCords slangenhalsschildpad tot de 25 meest bedreigde soorten schildpadden ter wereld. Vele exemplaren werden gedurende de jaren 70 tot in de 90 gevangen in het wild voor de handel in exotische dieren. Aangezien de laatste exemplaren in het wild werden waargenomen in 2009, wordt vermoed dat de soort lokaal is uitgestorven. Deze soort is zelfs beschreven aan de hand van exemplaren die op een Chinese voedselmarkt zijn aangetroffen, het dier was het wild nog nooit waargenomen. De schildpad is echter opgekweekt in schildpaddenfarms en in het wild uitgezet.
Door de internationale natuurbeschermingsorganisatie IUCN is de beschermingsstatus 'ernstig bedreigd' toegewezen (Critically Endangered of CR).